# Turner (motorfiets)
Turner is een historisch merk van waarschijnlijk Nederlandse herkomst dat na de Tweede Wereldoorlog rijwielen met Victoria-zijboordmotor leverde.